# Rotação (matemática)

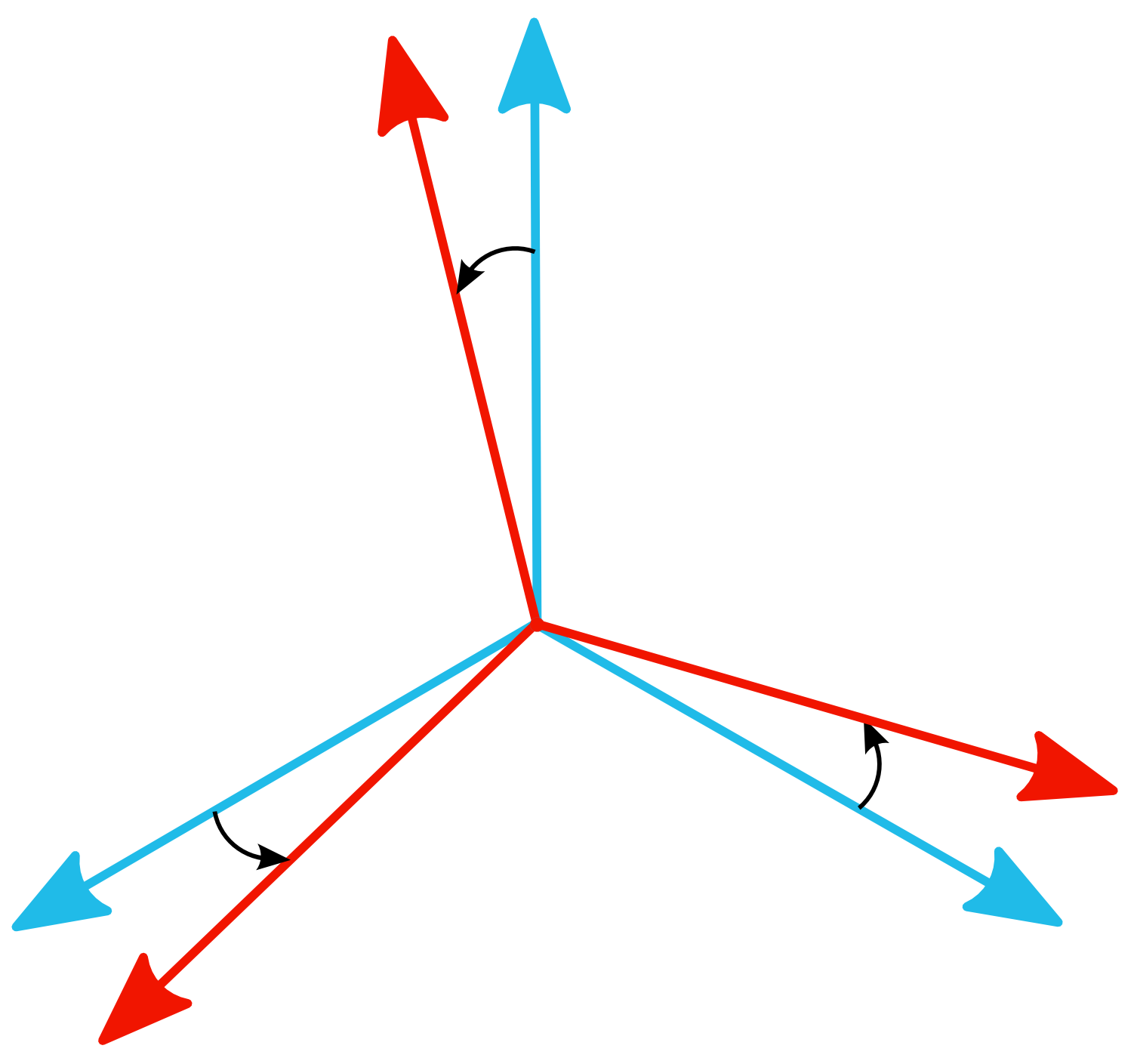
Rotação como mudança de um sistema de coordenadas para outro.

Em álgebra linear e geometria, uma rotação é uma   transformação geométrica de um sistema de coordenadas. Em outras palavras, uma rotação é um tipo de isometria – note entretanto que há outras isometrias além das rotações, tais como translações e reflexões.
“Fizemos um ponto O no plano π agora orientado (como a tradição recomenda, o sentido positivo é o anti-horário). Dado um ângulo α, a rotação de centro O e amplitude α é a transformação que a cada ponto A do plano π associa o ponto A’ = Rα(A) de forma 
que se tenha A’O = AO, AôA’ = α e o sentido de A para A’ (em torno de O), positivo”. 

## Duas dimensões
Em duas dimensões, uma rotação em sentido anti-horário de um plano sobre a origem, onde {\displaystyle (x,y)} é mapeado para {\displaystyle (x',y')}, é dada pelas mesmas fórmulas como uma transformação de eixos de coordenadas com uma rotação horária, resultando uma mudança de coordenadas {\displaystyle (x,y)} em {\displaystyle (x',y')} :
{\displaystyle {\begin{bmatrix}x'\\y'\end{bmatrix}}={\begin{bmatrix}\cos \theta &-\sin \theta \\\sin \theta &\cos \theta \end{bmatrix}}{\begin{bmatrix}x\\y\end{bmatrix}}.}
Em outras palavras
{\displaystyle x'=x\cos \theta -y\sin \theta ,\,}
{\displaystyle y'=x\sin \theta +y\cos \theta .\,}
Então a magnitude do vetor (x, y) é a mesma do vetor (x′, y′).
Uma rotação de 360° caracteriza uma revolução.
Rotação é a figura que, sem sair da origem, vai rodando em diferentes graus definindo a sua posição final.
Pode ser positiva, quando se move ao contrário do sentido dos ponteiros do relógio, ou negativa, quando se move no mesmo sentido dos ponteiros dos relógios. 
Nós encontramos no nosso dia-a-dia muitos exemplos, como quando vamos a uma feira, numa roda gigante nós estamos em constante rotação sobre um eixo que nunca sai do sítio.
Dada uma figura e um ângulo fixo, sua rotação a partir desse ângulo é uma transformação na qual para cada ponto A da figura, temos um A’ correspondente (na figura rotacionada), tal que, dado um ponto P (exterior à figura), o ângulo APA’ tem um valor constante.

a) Quando esse ângulo é estritamente menor a 90º, classificamos esse tipo de transformação como rotação aguda.
b) Quando esse ângulo é estritamente maior a 90º, classificamos esse tipo de transformação como rotação obtusa.
c) Quando esse ângulo é igual a 90º, classificamos esse tipo de transformação como rotação reta.